# Liste der Gouverneure südkoreanischer Provinzen
Diese Liste verzeichnet die amtierenden Gouverneure der 17 Provinzen und Städte mit besonderem Status Südkoreas.
Stand: November 2021
|  | Bild           | Name                                  | Funktion                         | Partei                                |
|  | -------------- | ------------------------------------- | -------------------------------- | ------------------------------------- |
|  |                | Park Heong-joon (seit 8. April 2021)  | Bürgermeister von Busan          | Gungminui-him                         |
|  |                | Lee Si-jong (seit 1. Juli 2010)       | Gouverneur von Chungcheongbuk-do | DMP                                   |
|  | Yang Seung-jo  | Yang Seung-jo (seit 1. Juli 2018)     | Gouverneur von Chungcheongnam-do | DMP                                   |
|  |                | Kwon Young-jin (seit 1. Juli 2014)    | Bürgermeister von Daegu          | Gungminui-him                         |
|  | Heo Tae-jeong  | Heo Tae-jeong (seit 1. Juli 2018)     | Bürgermeister von Daejeon        | DMP                                   |
|  | Choi Moon-soon | Choi Moon-soon (seit 28. April 2011)  | Gouverneur von Gangwon-do        | DMP                                   |
|  | Lee Yong-seop  | Lee Yong-seop (seit 1. Juli 2018)     | Bürgermeister von Gwangju        | DMP                                   |
|  |                | Oh Byong-kwon (seit 25. Oktober 2021) | Gouverneur von Gyeonggi-do       | Unabhängig (interimistisch amtierend) |
|  |                | Lee Cheol-woo (seit 1. Juli 2018)     | Gouverneur von Gyeongsangbuk-do  | Gungminui-him                         |
|  |                | Ha Byeong-pil (seit 21. Juli 2021)    | Gouverneur von Gyeongsangnam-do  | Unabhängig (interimistisch amtierend) |
|  |                | Park Nam-chun (seit 1. Juli 2018)     | Bürgermeister von Incheon        | DMP                                   |
|  |                | Gu Man-seop (seit 12. August 2021)    | Gouverneur von Jeju-do           | Unabhängig (interimistisch amtierend) |
|  | Song Ha-jin    | Song Ha-jin (seit 1. Juli 2014)       | Gouverneur von Jeollabuk-do      | DMP                                   |
|  |                | Kim Yung-rok (seit 1. Juli 2018)      | Gouverneur von Jeollanam-do      | DMP                                   |
|  | Lee Choon-hee  | Lee Choon-hee (seit 1. Juli 2014)     | Bürgermeister von Sejong         | DMP                                   |
|  |                | Oh Se-hoon (seit 8. April 2021)       | Bürgermeister von Seoul          | Gungminui-him                         |
|  |                | Song Cheol-ho (seit 1. Juli 2018)     | Bürgermeister von Ulsan          | DMP                                   |